# Worcesterská omáčka
Worcesterská omáčka (správná výslovnost v češtině [vorčestrská] i [vustrská], ačkoli jméno města Worcester se v angličtině vyslovuje   ['wʊstə]IPA), v rozporu s českou jazykovou normou někdy také worcesterová omáčka, je tekuté koření tmavě hnědé barvy s delší trvanlivostí a jemnou pálivostí. Omáčka má charakteristické aroma. Do Československa se dováželo kolem roku 1925 jako anglické omáčkové koření Worcester-Shire-sauce.
Omáčku s názvem Worcestershire sauce, někdy zkracováno na Worcester sauce vyráběla společnost Lea & Perrins od 28. srpna 1837 ve Worcesteru. Od roku 2005 již není firma Lea & Perrins nezávislou společností, ale jde o obchodní známku americké společnosti Kraft Heinz. Worcestershiresauce není právně chráněnou značkou, takže ji po celém světě vyrábí a pod názvem Worcestersauce nabízí mnoho výrobců.

## Použití
Používá se k dochucování dušeného masa, zvěřiny, bifteků, ryb, salátů, nebo majonézy. Bývá i součástí míchaných alkoholických nápojů jako např. známý koktejl Bloody Mary. Díky intenzivní chuti je worcesterská omáčka výtečná na marinování masa. Používá se taktéž na nápoj jménem Prairie oyster, který je používán na zahnání kocoviny. Tento nápoj figuruje ve filmech a anime, jako je třeba Cowboy Bebop.

## Složení
Originální směs obsahuje fermentovanou sóju, ocet, melasu, česnek, zázvor, ančovičky, ločidlo a další přísady. Omáčka neobsahuje konzervační látky, umělá barviva nebo přidaný glutamát. Je bez lepku.